# Clay Cove (Freshwater Bay)
De Clay Cove is een kleine inham van de Freshwater Bay aan de oostkust van het Canadese eiland Newfoundland. De inham aan de rand van het dorp Gambo en heeft een toeristisch wandelpad langs een deel van zijn oever.

## Geografie
De cove is bijna anderhalve kilometer breed, al snijdt hij maximaal slechts 300 m ver het binnenland in. Hij bevindt zich aan de noordzijde van de Freshwater Bay, die een grote zijarm van Newfoundlands oostelijke Bonavista Bay is. De toegang tot de Clay Cove wordt aangegeven door Dolomon's Point (of Dollomans Point) in het zuidwesten en een naamloos punt in het noordoosten.
Provinciale route 320 loopt langs de oevers van de Clay Cove en komt hier en daar tot op slechts enkele meters van de kustlijn.
De bebouwing van Gambo, meer bepaald van de buurt Middle Brook, begint zo'n halve kilometer westelijk van de cove, al woonden er in de 19e eeuw wel een aantal gezinnen aan de oevers van de inham.

## Wandelpad
Het zuidwestelijke deel van de inham wordt aangedaan door de Clay Cove/Dominion Point Walking Trail. Dit wandelpad volgt een deel van de kustlijn en is onder andere voorzien van een picknickzone en enkele zitbanken langs de beboste oever. Deze door de gemeente Gambo uitgestippelde en onderhouden wandelroute gaat voornamelijk omheen de kaap Dolomon's Point, waar vermoedelijk ooit de Beothuk een nederzetting hadden en waar zich ook een 18e-eeuws anglicaans kerkhof bevindt.
Een opvallend zicht langs de wandeling is het centraal in de Freshwater Bay en 2 km voor de kust gelegen Air Island.

## Fauna
De oevers van de Clay Cove trekken allerhande waadvogels aan. Ook otters en zeehonden worden er regelmatig waargenomen.